# フワヨ・テンボ
フワヨ・テンボ（Fwayo Tembo、1989年5月2日 - ）はザンビア共和国の首都ルサカ出身のサッカー選手。ポジションは攻撃的ミッドフィールダー。サッカーザンビア代表。

## 来歴

### バーゼル
2010年5月29日にスイス1部の名門FCバーゼルへの加入が発表された。2010-11シーズン第1節のFCチューリッヒ戦に途中出場してデビューすると、第5節のFCルツェルンでバーゼルでの初得点を決めた。最終的にスーパーリーグで25試合2得点、スイス・カップで4試合2得点を記録した。
また、UEFAチャンピオンズリーグ 2010-11では予備予選3回戦のデブレツェニVSC（ハンガリー）戦でUEFAチャンピオンズリーグに初出場すると、本大会のCFRクルジュ（ルーマニア）、FCバイエルン・ミュンヘン（ドイツ）戦を含む6試合に出場した。UEFAヨーロッパリーグ 2010-11では決勝トーナメント1回戦でFCスパルタク・モスクワ（ロシア）との2試合に出場した。チャンピオンズリーグに続いてUEFAヨーロッパリーグにも初出場したが、バーゼルは敗退した。
2011-12シーズンは序盤の5試合に出場しただけで、その後はベンチ外が続いた。2012年1月に以前所属していたチュニジアのエトワール・サヘルにローン移籍したが、5試合無得点に終わった。

### アストラ・ジュルジュ
2012年夏にルーマニア1部のFCアストラ・ジュルジュに移籍した。バーゼルから自由契約になった理由について、トルステン・フィンク監督から人種差別的な発言を受けてクラブに契約解除を要求したことを明らかにしている。2012-13シーズン第7節のFCディナモ・ブカレスト戦の75分に途中出場してデビューすると、後半アディショナルタイムにPKでアストラでの初得点を決めた。この得点が決勝点となり、1-0でアストラが勝利した。最終的にリーガ1で26試合6得点、ルーマニア・カップで5試合1得点を記録した。
2013-14シーズンはヨーロッパリーグ2回戦のオモニア・ニコシア（キプロス）戦、3回戦のFK ASトレンチーン（スロバキア）戦で4試合連続で得点に絡み、3得点1アシストを記録した。しかし、8月22日のマッカビ・ハイファFC（イスラエル）とのプレーオフ1stレグに続いて、国内リーグでも同25日のFCペトロルル・プロイェシュティ戦に敗れると、責任を負わされる形でクラブとの関係が悪化、次の試合からベンチ外になった。この連敗の後、アストラ代表者のヨアン・ニクラエがテレビでテンボを批判し、1ユーロで放出する（実質的な契約解除）と報道されていたが、テンボがルーマニア紙とのインタビュー記事で「メッシも調子が悪いときがある。」などと応戦したことにより、ニクラエが態度を豹変させ、「移籍金120万ユーロでのオファーがなければ契約満了となる2015年6月30日までアストラにいる」と言う趣旨の発言（事実上の飼い殺し宣言）をした。このときチームメートの瀬戸貴幸がテンボをチームに戻すようにニクラエに電話で懇願したと言う記事がルーマニア紙に掲載されたが、瀬戸本人は公式Twitterで否定して自分ではなく、ケヒンデ・ファタイのことだと投稿した。。
2015年2月、アストラと和解する形で2017年までの新たな契約に合意した。以前の契約は2014-15シーズン終了までだったが、先述の通りクラブとの関係悪化が原因で長期にわたり出場機会を失っていた。

## 代表
U-20サッカーザンビア代表として望んだアフリカユース選手権2007で5得点を決めて得点王に輝いた。チームも4位になり、2007 FIFA U-20ワールドカップへの出場権を獲得した。本大会ではヨルダン戦でPKによる1得点を記録した。

## 個人成績

### 国内大会
| 2010-11    | バーゼル             | 30         | スーパーリーグ | 25       | 2        | 4        | 2        | 29       | 4        |
| 2011-12    | バーゼル             | 30         | スーパーリーグ | 5        | 0        | 0        | 0        | 5        | 0        |
| ルーマニア | ルーマニア           | ルーマニア | ルーマニア     | リーグ戦 | リーグ戦 | リーグ杯 | リーグ杯 | 期間通算 | 期間通算 |
| 2012-13    | アストラ・ジュルジュ | 7          | リーガ1        | 26       | 6        | 5        | 1        | 31       | 7        |
| 2013-14    | アストラ・ジュルジュ | 7          | リーガ1        | 4        | 0        | 0        | 0        | 4        | 0        |
| 2014-15    | アストラ・ジュルジュ | 30         | リーガ1        | 13       | 1        | 0        | 0        | 13       | 1        |
| 通算       | スイス               | スイス     | 1部            | 30       | 2        | 4        | 2        | 34       | 4        |
| 通算       | ルーマニア           | ルーマニア | 1部            | 43       | 7        | 5        | 1        | 48       | 8        |
| 総通算     | 総通算               | 総通算     | 総通算         | 73       | 9        | 9        | 3        | 82       | 12       |

### その他の公式戦
- 2014-15年シーズン クパ・リギー 1試合0得点

### 国際大会
| 国際大会個人成績 | 国際大会個人成績       | 国際大会個人成績 | 国際大会個人成績 | 国際大会個人成績 | 国際大会個人成績 | 国際大会個人成績 |
| 年度             | クラブ                 | 背番号           | 出場             | 得点             | 出場             | 得点             |
| UEFA             | UEFA                   | UEFA             | UEFA EL          | UEFA EL          | UEFA CL          | UEFA CL          |
| ---------------- | ---------------------- | ---------------- | ---------------- | ---------------- | ---------------- | ---------------- |
| 2010-11          | バーゼル               | 30               | -                | -                | 6                | 0                |
| 2010-11          | バーゼル               | 30               | 2                | 0                | -                | -                |
| 2013-14          | FCアストラ・ジュルジュ | 7                | 5                | 3                | -                | -                |
| 通算             | UEFA                   | UEFA             | 7                | 3                | 6                | 0                |

## タイトル
FCバーゼル
- スーパーリーグ (スイス) (1) : 2010-11

U-20サッカーザンビア代表
- アフリカユース選手権 得点王 (1) : 2007